# Maxmilián Václav Lažanský z Bukové
Maxmilián Václav hrabě Lažanský z Bukové (Maxmilián Václav Tomáš Josef Gabriel Konrád Klaudius říšský hrabě Lažanský z Bukové) (6. října 1710, Praha – 28. listopadu 1776, Struhaře) byl český šlechtic z rodu Lažanských z Bukové. Od mládí působil v zemské správě Českého království, byl hejtmanem Loketského a Plzeňského kraje, v roce 1765 dosáhl hodnosti tajného rady. Jeho majetkem byla panství Manětín a Rabštejn nad Střelou. Z potomstva vynikl syn Prokop I. Lažanský z Bukové, nejvyšší purkrabí a nejvyšší kancléř.

## Životopis

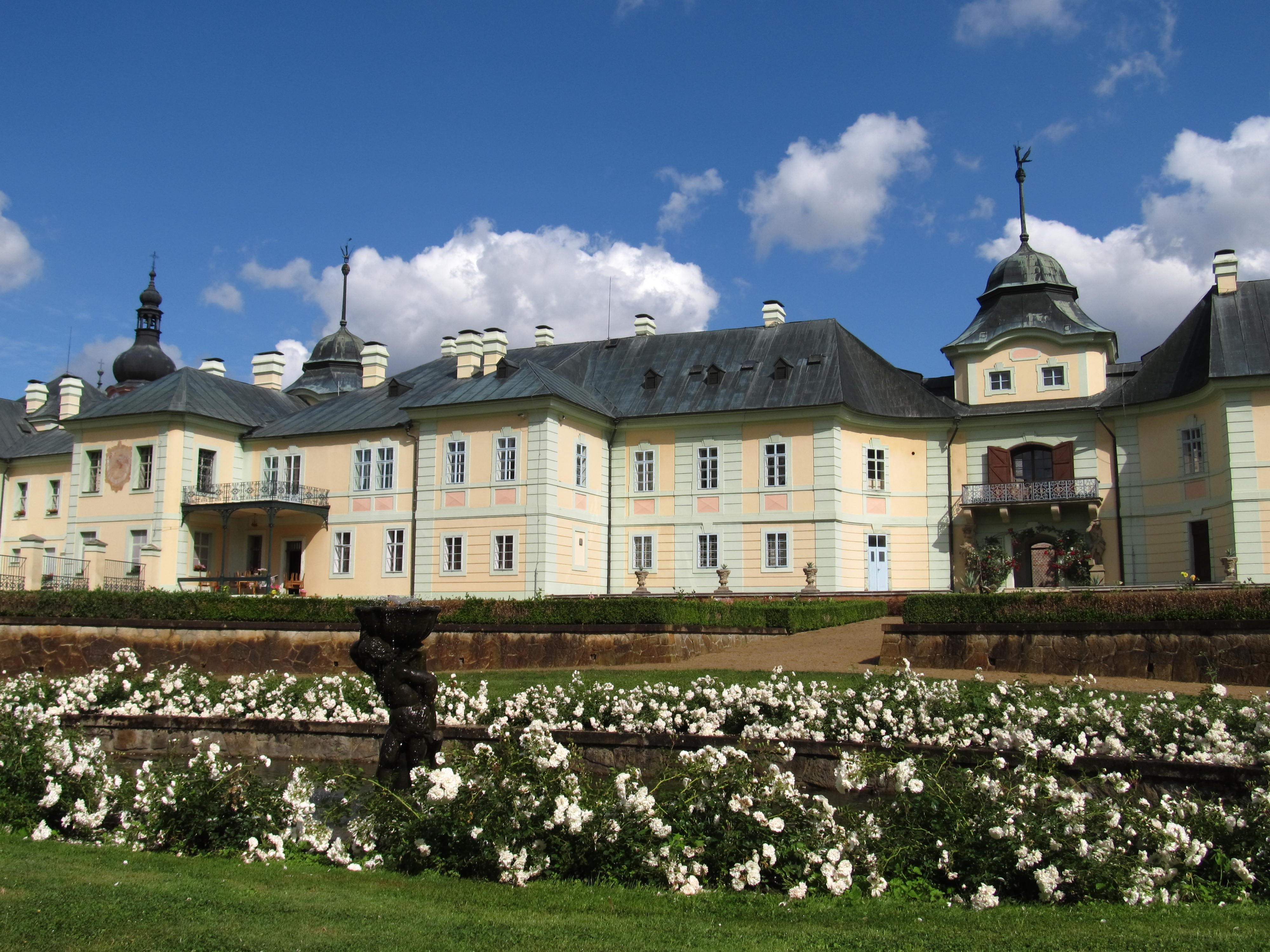
Zámek Manětín, hlavní sídlo rodiny Lažanských

Pocházel z české šlechtické rodiny Lažanských z Bukové, narodil se v Praze jako nejstarší syn hraběte Václava Josefa Lažanského (1674–1715) a jeho manželky Marie Gabriely, rozené Černínové (1691–1758). Po předčasné smrti otce převzala výchovu matka, spolu s mladším bratrem Karlem Josefem (1712–1750) absolvoval kavalírskou cestu po Evropě. V letech 1729–1731 pobývali v německých zemích, Lotrinsku, Nizozemí, Anglii, delší dobu strávili v Paříži a Římě. Přes rakouské země a Bavorsko se v listopadu 1731 vrátili do Čech. Jejich studijní cesta je zdokumentovaná díky dochované korespondenci a cestovním instrukcím, které vypracoval jejich příbuzný František Josef Černín z Chudenic, bratranec jejich matky. Po návratu do Čech byl jmenován císařským komorníkem, později se uplatnil v nižších úřadech ve státní správě. Od roku 1738 byl přísedícím dvorského a komorního soudu, později byl hejtmanem Loketského kraje (1753–1759) a Plzeňského kraje (1763–1765). V roce 1765 byl jmenován skutečným tajným radou.

## Majetkové a rodinné poměry
Jako plnoletý převzal v roce 1732 správu statků Lubenec a Struhaře. Ve Struhařích nechal barokně přestavět zámek a příležitostně zde pobýval. Od roku 1748 byl majitelem panství Rabštejn nad Střelou, správcem panství Manětín se stal až v roce 1758 po smrti matky. Krátkodobě držel také další menší statky na Lounsku nebo Nymbursku (Kovanice), kromě Manětína zdědil po matce dům v Praze (dnes pod názvem palác Hochbergů z Hennersdorfu). Díky mecenášským aktivitám svých rodičů se celý život potýkal s vysokým zadlužením, sám se přitom již od mládí podílel na financování barokní sochařské výzdoby v okolí Manětína. Ekonomickou situaci rodiny se podařilo zlepšit až v následující generaci.
V roce 1733 se na zámku Stránov oženil s hraběnkou Terezií z Lisova (1711–1785), dámou Řádu Hvězdového kříže. Z jejich manželství pocházelo jedenáct dětí, z toho osm dcer. Prvorozený syn Václav Maxmilián (1739–1770) zemřel předčasně, když se při pádu z koně smrtelně poranil kapesním nožem. Nejmladší syn Adalbert (1743) zemřel krátce po narození. Pokračovatelem rodu a jedním z nejvýznamnějších členů rodu byl prostřední syn Prokop I. Lažanský (1741–1804), který ve státních službách dosáhl postů nejvyššího purkrabího a nejvyššího kancléře. Dcery Maxmiliána Václava zůstaly převážně svobodné a vstoupily do církevních řádů nebo do Ústavu šlechtičen. Pouze Gabriela (1737–1772) se provdala za hraběte Vojtěcha Václava z Klebeslbergu, pozdějšího nejvyššího maršálka v Čechách.